# Singelstring
Singelstring (eng: Singlestring or The single-note style) är en spelteknik använd av gitarrister, särskilt i jazzsammanhang. Som namnet anger spelar man ton för ton, oftast med användande av ett plektrum.
Tekniken lanserades med den förstärkta gitarrens tillkomst, den så kallade elgitarren och utvecklades av berömda gitarrister som Django Reinhardt (1910-1953) i Franska Hotkvintetten (Le Hot Club de France) och amerikanen Charlie Christian (1916-1942), vilken anses tillhöra bebopens skapare.
De svenska gitarristerna Sven Stiberg och Folke Eriksberg gav på 1940-talet ut en gitarrskola, som utförligt behandlade singelstring-tekniken och kom att bli grunden för många unga jazzgitarristers utveckling.